# Nutshell
Nutshell – ballada rockowa amerykańskiego zespołu muzycznego Alice in Chains, opublikowana w 1994 na minialbumie Jar of Flies. Czas trwania utworu wynosi 4 minuty i 19 sekund, co sprawia, że należy on do jednej z dłuższych kompozycji wchodzących w skład płyty. „Nutshell” został zamieszczony na drugiej pozycji. Autorem warstwy lirycznej jest Layne Staley, muzykę skomponowali wspólnie Jerry Cantrell, Mike Inez i Sean Kinney.

## Analiza
Słowa kompozycji autorstwa Layne’a Staleya są mroczne i przygnębiające. Traktują o rozpaczy, samotności, smutku i śmierci. Podmiot liryczny w tekście zwraca uwagę na to, że ludzie często wierzą w rzeczy, które w ostatecznym rozrachunku okazują się jedynie kłamstwem. Kiedy przychodzi do przeciwstawienia się im, okazuje się, że jesteśmy zupełnie sami, nie mając wokół żadnych przyjaciół i wsparcia. Musimy walczyć w samotności.
Cechą charakteryzującą utwór jest emocjonalne brzmienie instrumentów akustycznych. „Nutshell” rozpoczyna się od partii gitary akustycznej i basowej. Sean Kinney zastosował specjalne szczotki perkusyjne, pozwalające na osiągnięcie efektu delikatniejszego uderzenia. Wokal Staleya charakteryzuje się łagodną tonacją, podkreślając powagę słów. Jerry Cantrell odgrywa również partie gitary elektrycznej i trwające niespełna minutę, utrzymane w bardziej dynamicznym tonie solo, kontrastujące się z melancholijnym brzmieniem utworu.

## Wydanie
„Nutshell” został opublikowany 25 stycznia 1994 na minialbumie Jar of Flies, wydanym nakładem Columbia. Pomimo iż nigdy nie ukazał się na oficjalnym singlu, to zyskał duże uznanie wśród fanów zespołu. W 1995 został zamieszczony na stronie B różnych wersji singla „Grind”, promującego album studyjny Alice in Chains.
W późniejszym czasie „Nutshell”, w wersji pochodzącej z wydawnictwa Unplugged (1996), wszedł w skład zestawu utworów zawartych na kompilacjach Music Bank (1999) i The Essential Alice in Chains (2006).

## Odbiór

### Krytyczny

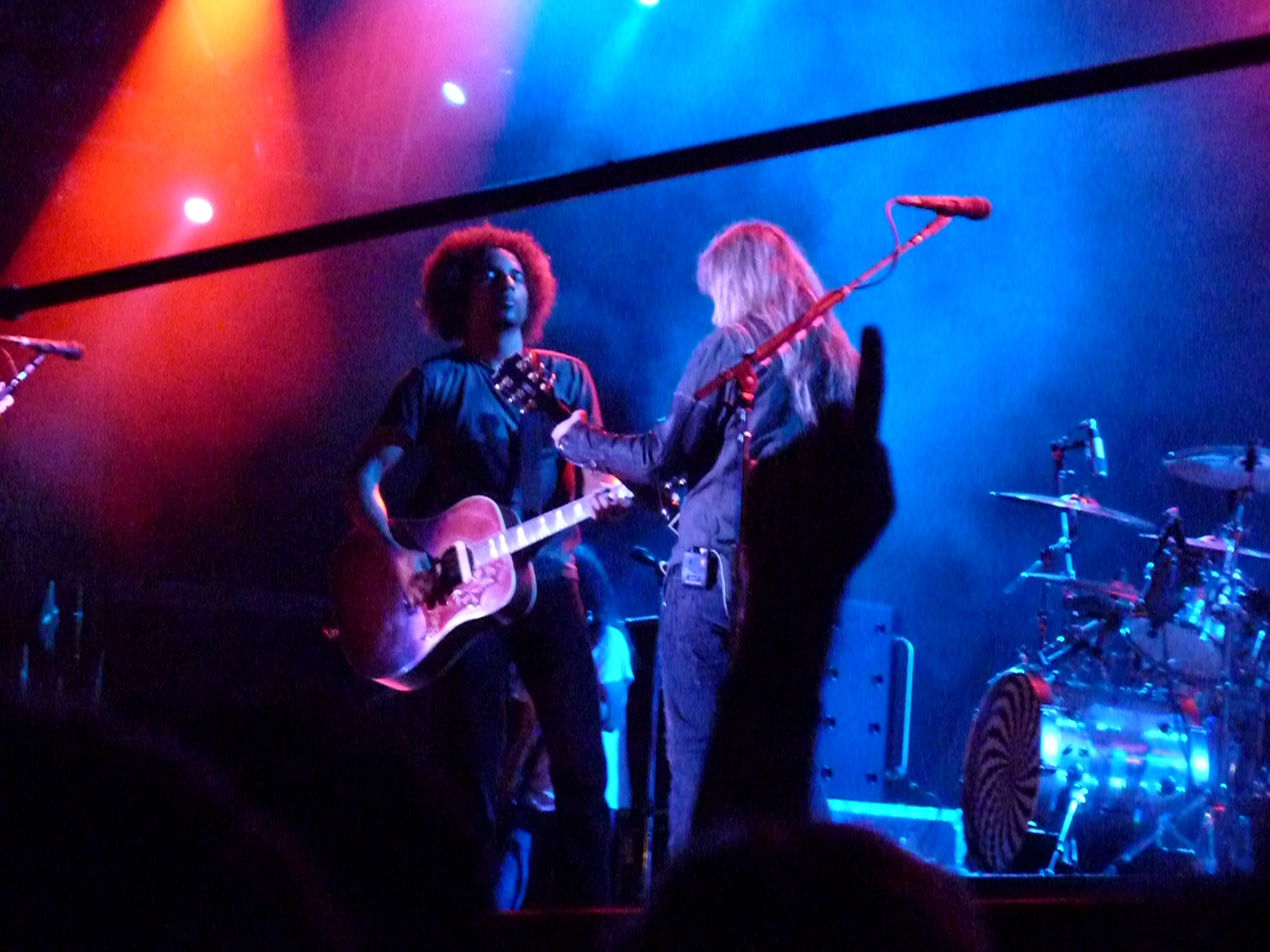
„Nutshell” regularnie wykonywany jest podczas koncertów Alice in Chains

Tim Karan ze strony The A.V. Club opisał kompozycję jako „kontynuację łagodnej aranżacji w żałobnym tonie”. Ric Albano z brytyjskiego magazynu „Classic Rock”, w swej recenzji przyznał, że „Nutshell” niesie ze sobą większą melodyjność niż otwierający „Rotten Apple”. Autor zaznaczył, że „chrupiące outro gitarowe Cantrella jest prawdziwą nagrodą w tym smutnym utworze”. Diana Darzin na łamach „Kerrang!” napisała: „«Nutshell» cechuje się nieposkromionym, rytmicznym i marzycielskim klimatem, o odcieniach Pink Floyd, wstawiającym się w osiągnięcie apogeum smugi dźwięku”. Krytyk Jon Pareles z „The New York Timesa” podkreślił, że poprzez wers: „If I can’t be my own, I’d feel better dead”, zespół „nagradza samotność o chropowatym indywidualizmie”. Grzegorz Kszczotek z miesięcznika „Tylko Rock” przyznał: „Bardzo piękny «Nutshell» opiera się na prostym akompaniamencie akustycznej gitary i brzmieniu – wypełniającego szczelnie tło – basu”.

### Wykorzystanie utworu
12 grudnia 2017 „Nutshell” został wydany jako zawartość do pobrania dla muzycznej gry komputerowej Rocksmith, jako część zestawu obejmującego także inne kompozycje zespołu – „Down in a Hole”, „Rooster”, „No Excuses” i „Heaven Beside You”.

### Zestawienia
W październiku 2013 „Nutshell” został sklasyfikowany na 9. miejscu w rankingu „10 najsmutniejszych utworów w historii” przygotowanym przez dwutygodnik „Rolling Stone”. Recenzent Andy Greene argumentował: „Utwór nabrał nowego znaczenia po tragicznej śmierci Staleya w młodym wieku. Kiedy dziś się go słucha, niemożliwym jest nie myśleć o jego śmierci”. Autor podkreślił, że kompozycja jest „wspaniałym hołdem dla ducha i determinacji Staleya”, a wers: „I’d feel better dead”, opisał jako „zdecydowanie mrożący krew w żyłach”.
| Rok  | Tytuł                                    | Publikacja      | Pozycja | Źródło |
| ---- | ---------------------------------------- | --------------- | ------- | ------ |
| 2013 | „10 najsmutniejszych utworów w historii” | „Rolling Stone” | 9       | [ 3 ]  |

## Utwór na koncertach
Premierowe wykonanie utworu miało miejsce 22 września 1993 w Memorial Hall w Kansas City w ramach tournée Down in Your Hole Tour, promującego album Dirt z 1992. „Nutshell” regularnie prezentowany był podczas występów zespołu na terenie Stanów Zjednoczonych, Europy, Azji i Australii od września do listopada 1993. 7 stycznia 1994 został wykonany w wersji akustycznej podczas mini koncertu jaki odbył się w Hollywood Palladium, będącego częścią benefisu Johna Norwooda Fishera z formacji Fishbone. Zespół tym utworem otworzył swój występ z serii MTV Unplugged 10 kwietnia 1996 w nowojorskim Majestic Theatre w Brooklyn Academy of Music. Od momentu reaktywacji zespołu w 2005, „Nutshell” jest regularnie wykonywany podczas tras. Dedykowany jest pamięci zmarłych członków grupy – Layne’a Staleya i basisty Mike’a Starra. W trakcie występu Alice in Chains 2 lipca 2013 w Calgary w ramach The Devil Put Dinosaurs Here Tour, przed wykonaniem utworu, na scenie pojawił się Philip „Phil” Blair Staley, ojciec wokalisty Layne’a Staleya. 28 czerwca 2018, podczas koncertu zespołu we francuskim Clisson w ramach festiwalu Hellfest, Cantrell zadedykował „Nutshell” pamięci swojego zmarłego przyjaciela, perkusisty grupy Hellyeah, Vinnie Paula.

## Personel
Opracowano na podstawie materiału źródłowego:
|  | Alice in Chains - Layne Staley – śpiew - Jerry Cantrell – gitara akustyczna, gitara elektryczna - Mike Inez – gitara basowa - Sean Kinney – perkusja | Produkcja - Producent muzyczny: Alice in Chains - Inżynier dźwięku: Toby Wright - miksowanie: Toby Wright w Scream Studio, Kalifornia - Mastering: Precision Mastering |

## Certyfikaty
| Państwo                  | Certyfikat         | Sprzedaż   |
| ------------------------ | ------------------ | ---------- |
| Nowa Zelandia (RIANZ)    | 2× platynowa płyta | 60 000+    |
| Stany Zjednoczone (RIAA) | platynowa płyta    | 1 000 000+ |
| Wielka Brytania (BPI)    | srebrna płyta      | 200 000+   |

## Interpretacje
- Amerykański zespół Adema nagrał cover utworu, który znalazł się na minialbumie Insomniac’s Dream (2002)[26].
- Amerykański zespół Staind zamieścił koncertową wersję utworu na albumie kompilacyjnym The Singles: 1996–2006 (2006)[27].
- Amerykański muzyk Ryan Adams nagrał własną wersję utworu i wydał ją na podwójnym singlu „Empty Room/Nutshell” w 2011[28].